# Mercedes-Benz Classe C Sportcoupé/CLC (Type 203)
Pour les articles homonymes, voir CLC.
La Mercedes-Benz CL203 est une automobile familiale ayant une carrosserie de coupé sportif du constructeur allemand Mercedes-Benz. Elle a été fabriquée entre l'automne 2000 et février 2011. Durant cette période, le véhicule a été vendu sous la dénomination Classe C Sportcoupé, basée sur la Classe C Type 203 jusqu'à une refonte majeure au printemps 2008. Elle a ensuite été rebaptisé Classe CLC. Sous cette dénomination, les faces avant et arrière ont fortement été modifié afin d'être basée sur Classe C Type 204, sortie à partir de 2007.
Mercedes-Benz conçoit cette voiture afin de concurrencer la Série 3 Compact E46 de BMW. Après l'arrêt de production de la E46, les autres concurrentes de la CL203 sont les Série 1 Coupé E82, l'Alfa Romeo Brera et la Volkswagen Scirocco III.
La Classe C Sportcoupé est produite dans l'usine de Sindelfingen, en Allemagne. Puis début 2007, lors de la refonte majeure du véhicule sous la dénomination de Classe CLC, la production a été transférée dans l'usine de Juiz de Fora au Brésil.
Début février 2011, la production de la CLC, qui était toujours basée sur la Type 203, a pris fin et le modèle a été remplacé par le coupé basé sur la Classe C Type 204 suivante. À la fin de la production, environ 370 000 unités de CL 203 avaient été livrées aux clients.

## Historique

### Présentation et lancement
À partir de novembre 2000, la Classe C Sportcoupé était proposée avec cinq moteurs, dont quatre essence et un diesel. D’abord critiquée pour son rapport qualité-prix, elle n’en est devenue que plus populaire par la suite. Le design est typique d’un coupé. Semblable à la berline à l’avant, la ligne latérale monte en hauteur et se termine par un arrière haut et arrondie avec un aileron; le coffre peut contenir 310 litres. Le cockpit est presque identique à celui de la berline à l’exception des panneaux du groupe d’instrumentations. Le prix de départ au lancement sur le marché était de 24 128 euros (TVA de 16 % incluse) pour la C 180.

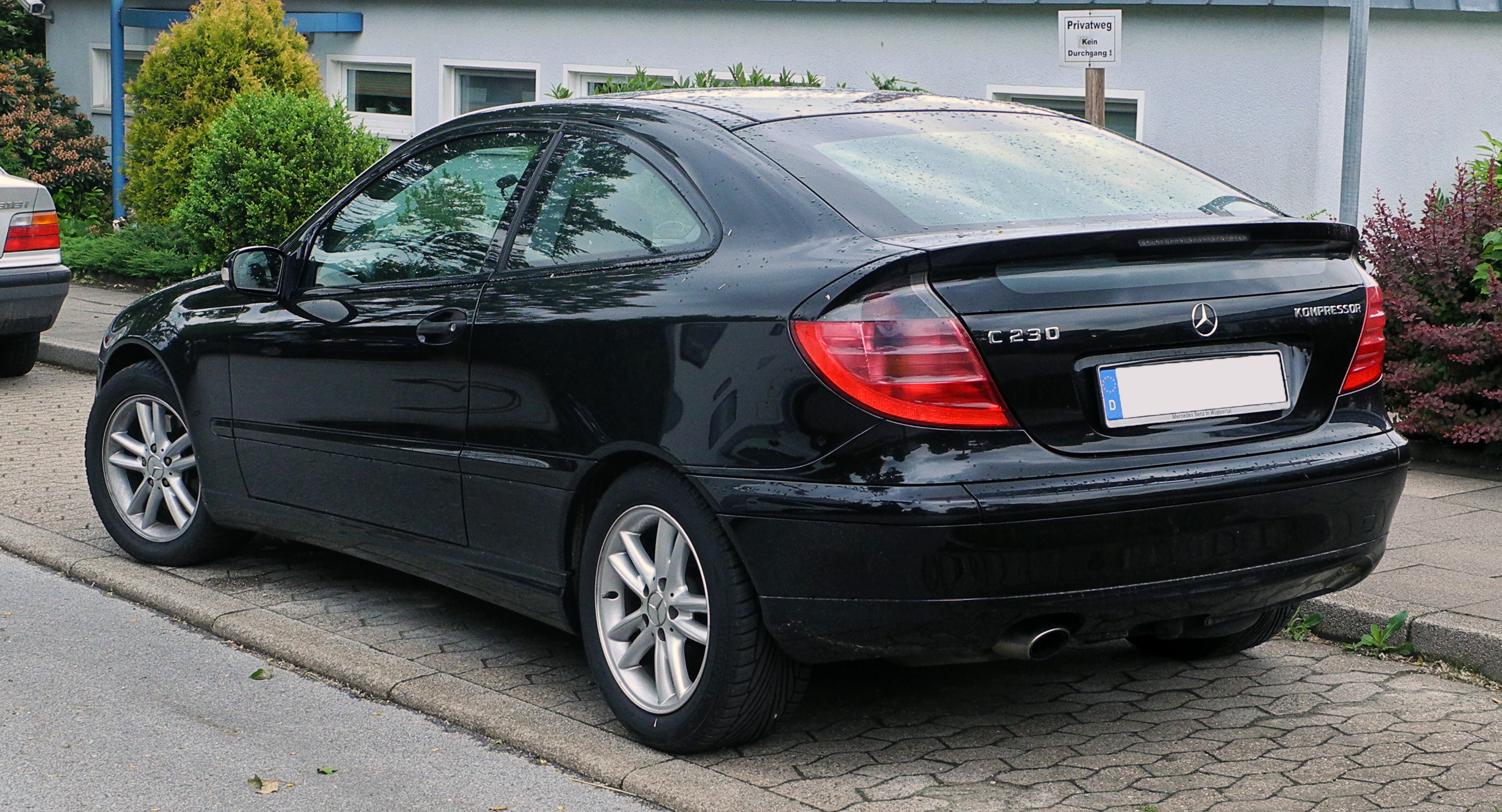
Vue arrière.

Mi-2002, le moteur de 2,0 litres de la C 180 Coupésport a été remplacé par un moteur de 1,8 litre, ce moteur suralimenté délivrant désormais 105 kW (143 ch). Le moteur suralimenté (M 111 Evo) utilisé dans la C 200 a également été remplacé par ce nouveau moteur (M 271) avec un niveau de performance plus élevé de 120 kW (163 ch). La C 230 Kompressor a reçu le moteur suralimenté de 1,8 l aux performances optimisées à 141 kW (192 ch). À partir de l’été 2002, le même moteur (M 271) était disponible en trois niveaux de puissance (143, 163 et 192 ch). Le prix de départ est passé à 24 882 euros (TVA de 16 % incluse) pour la C 180 Kompressor.
Au printemps 2003, Mercedes a commencé à transformer la 200 CGI, déjà connue des Classe C et CLK, en coupé sport. Il s’agissait d’un modèle avec un moteur à injection directe d’essence de 125 kW (170 ch) basé sur le moteur suralimenté de 1,8 l. La même année, deux versions du préparateur maison AMG ont été présentées sur base de la CL 203 : la C 30 CDI AMG et la C 32 AMG. L’entrée de la 200 CDI Sportcoupé a également eu lieu en 2003.

#### Premier lifting
Le coupé sport a été révisé dans la même mesure que la berline et le break et il était disponible chez les concessionnaires à partir du 24 avril 2004.
La carrosserie, l’intérieur et la technologie ont été raffinés. A l’avant, le modèle amélioré se reconnaît aux pare-chocs redessinés avec des prises d’air plus basses, à la calandre à trois lamelles et aux phares recouverts de verre clair. A l’arrière, seuls les feux ont été redessinés. La voie a été élargie, la direction, la transmission manuelle et le châssis ont été revus. L’objectif était d’améliorer la maniabilité sans sacrifier le confort.
Le cockpit a été repensé, ayant obtenu un look plus frais. De plus, le coupé sport a reçu un nouveau volant à trois branches avec des boutons de commande argentés. Les mesures du lifting ont été complétées par de nouveaux extras de sécurité et de confort. Des phares bi-xénon et de nouveaux systèmes audio avec un système de navigation intégré et, dans la version haut de gamme, un «Comand-System» compatible DVD avec un écran couleur extra-large étaient disponibles. Le prix est désormais passé à 26 042 euros (TVA de 16 % incluse) pour la C 180 Kompressor. Avec l’introduction de la C 160 en mars 2005, le prix de départ a été réduit à 24 708 euros (TVA de 16 % incluse). Parallèlement à l’augmentation de la TVA à 19 %, les prix ont également continué d’augmenter. Début 2007, la C 160 était au prix de 25 585 euros.
Avec le lifting, de nouveaux moteurs ont également trouvé leur place dans le coupé sport. La C 160 Kompressor de 90 kW (122 ch) a été introduite en tant que nouveau modèle de base, la C 200 CGI, la C 30 CDI AMG et la C 32 AMG étant abandonnées en raison de faibles chiffres de vente. De plus, la C 230 était équipée d’un moteur six cylindres non suralimenté de 2,5 litres développant 150 kW (204 ch) sous le capot. Comme dans tous les modèles Mercedes, le moteur de 3,2 l de la C 320 de 160 kW (218 ch) a été remplacé par un moteur de 3,5 l nettement plus puissant à 200 kW (272 ch). La C 220 CDI a également reçue une légère augmentation de puissance à 110 kW (150 ch). Tous les moteurs étaient accouplés à une boîte de vitesses manuelle à 6 rapports.
Deux finitions sport étaient disponibles en option : les finitions sport EVOLUTION et EVOLUTION AMG. La finition EVOLUTION était reconnaissable à une calandre à lamelles perforées et à une garniture d’échappement agrandie. Elle était complétée par des jantes en alliage à 7 branches. À l’intérieur, la finition EVOLUTION contenait un volant multifonction en cuir à 3 branches, des garnitures en aluminium, un levier de vitesses en cuir et un système de pédale en aluminium. De plus, la carrosserie a été abaissée de 15 mm à l’avant et de 5 mm à l’arrière. La finition sport EVOLUTION AMG, qui comprenait la finition sport EVOLUTION, se démarque avec un nouveau tablier avant et arrière AMG et des jantes en alliage léger AMG.

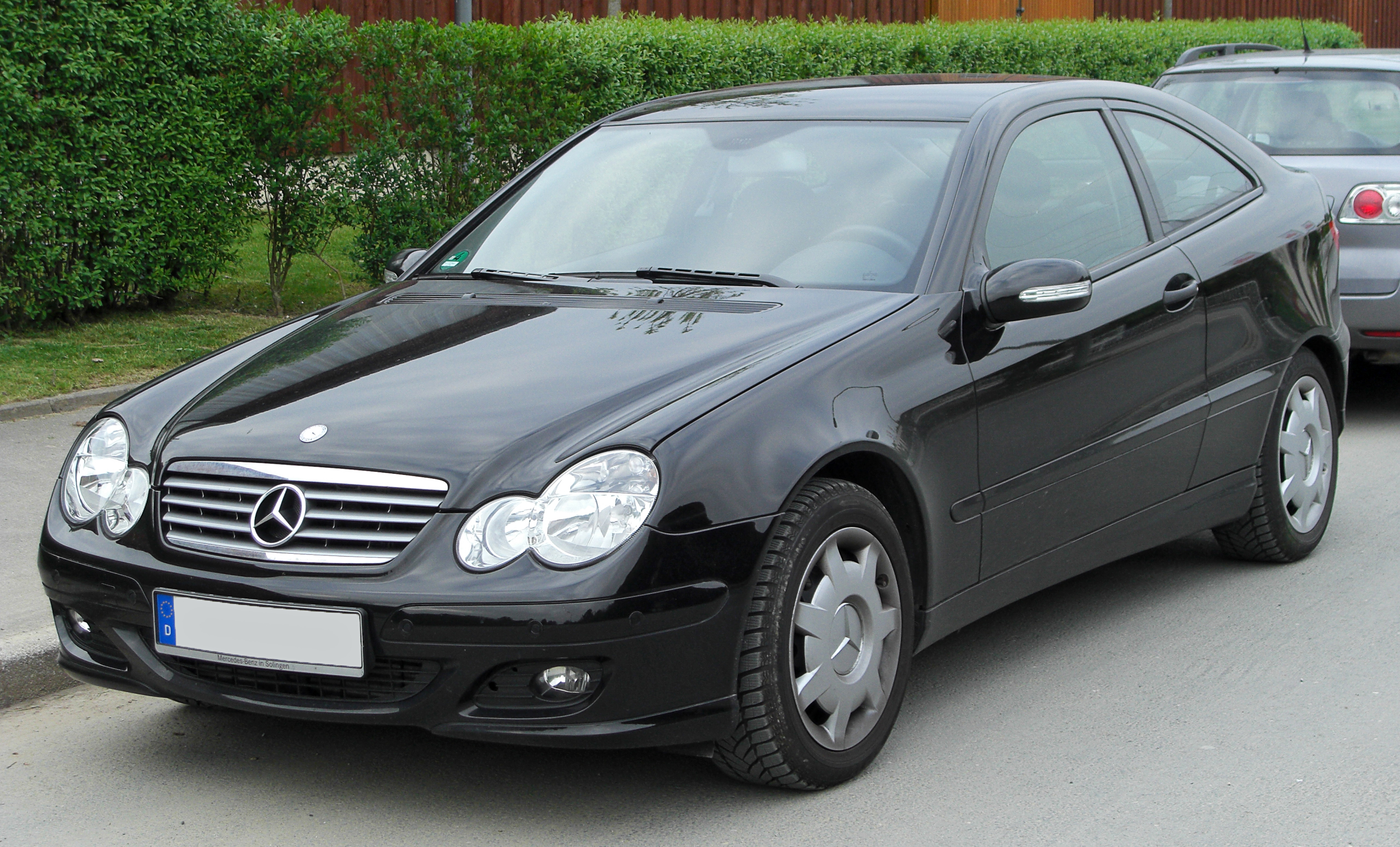
C 180 Kompressor Sportcoupé (2004–2008)
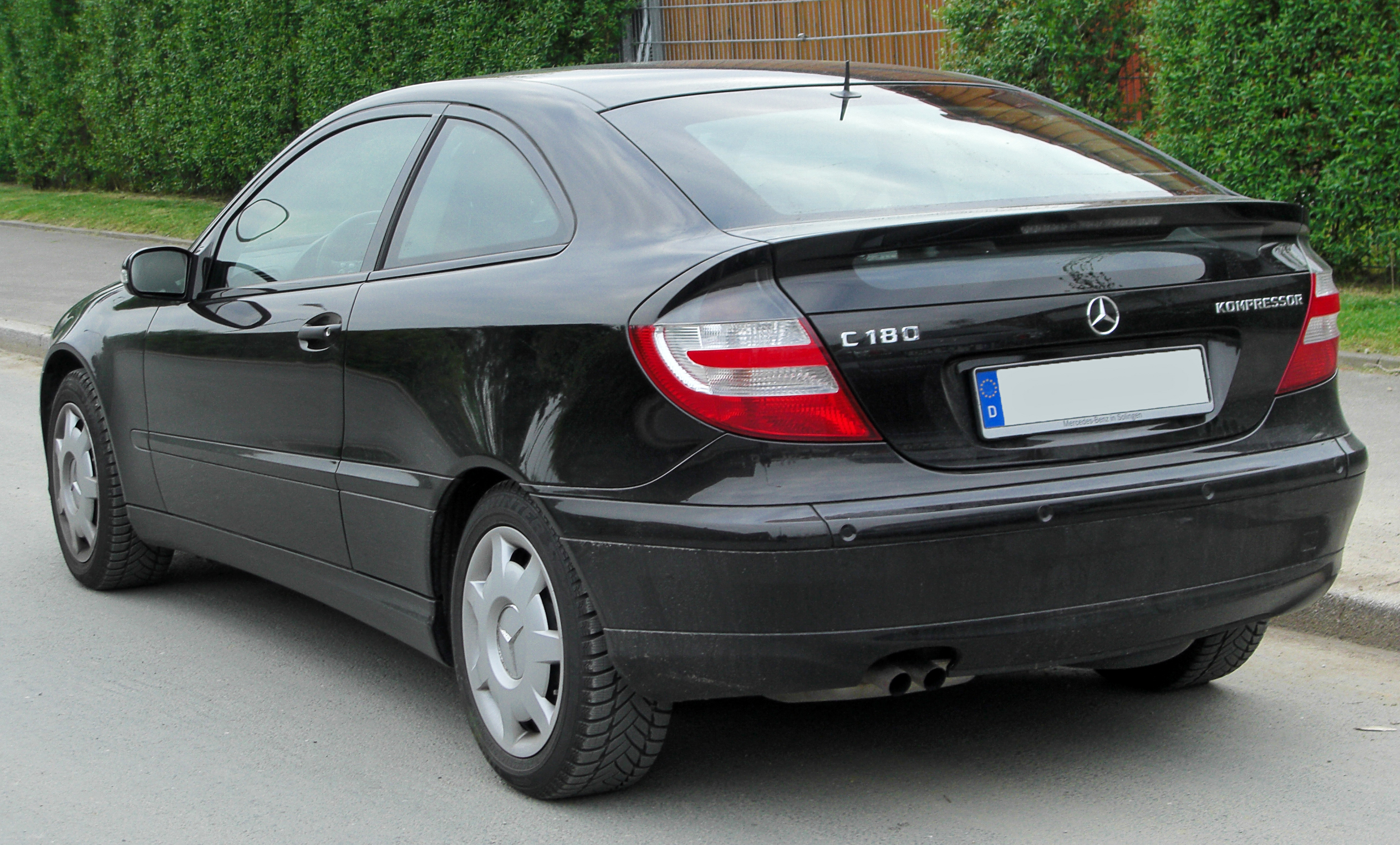
Vue arrière

#### Deuxième lifting et nouveau nom
La Mercedes-Benz CLC fait sa première mondiale lors de la Mercedes-Benz Fashion Week (semaine de la mode) à Berlin du 27 au 31 janvier 2008 au côté du pilote automobile Mika Häkkinen et de la mannequin Eva Padberg. Elle a été commercialisée à partir du 17 mai de la même année. Sa production est basée au Brésil dans une nouvelle usine de Mercedes-Benz à Juiz de Fora, à environ 180 km au nord de Rio de Janeiro.
Le 17 mai 2008, le coupé sport révisé est arrivé sur le marché, qui a ensuite été vendu sous le nom de Classe CLC.
L’avant de la carrosserie a été adapté à l’apparence de la Classe C Type 204, l’arrière a été redessiné et l’intérieur a été légèrement modifié. La forme de base de la carrosserie et du cockpit est restée intacte. À l’intérieur, il y avait de nouveaux détails tels que les sièges sport plus profilés, l’utilisation généreuse de garnitures en aluminium brossé, un nouveau volant sport et une nouvelle génération de systèmes d’infodivertissement. Un grand écran couleur a été ajouté pour les informations de navigation, ainsi qu’un lecteur DVD ou de disque dur et une nouvelle interface pour un IPod, une clé USB ou une carte SD, avec laquelle des lecteurs de musique externes peuvent être connectés.
À l’exception de celui de la CLC 200 Kompressor, qui avait désormais une puissance de 135 kW (184 ch), les moteurs sont restés inchangés. Comme auparavant, six moteurs étaient disponibles à partir de mai 2008, dont quatre moteurs essence (de 105 kW à 200 kW) et deux moteurs diesel (de 90 kW à 110 kW). Mercedes avait amélioré cela en détail et réduit la consommation jusqu’à onze pour cent.
En 2009, la CLC 230 a été renommée CLC 250 et complétée par un nouveau petit modèle à moteur essence de 95 kW appelé CLC 160 BlueEfficiency. À partir du printemps 2010, les variantes diesel n’étaient plus proposées, de sorte que la gamme de moteurs a été réduite à cinq moteurs essence fin 2010, avec une plage de puissance comprise entre 95 kW et 200 kW. Le prix de départ de la CLC commençait à 28 113,75 euros (TVA de 19 % incluse) pour la CLC 180 Kompressor, fin 2010, il avait été réduit à 26 894 euros (TVA de 19 % incluse) avec l’arrivée de la CLC 160 BlueEFFICIENCY.
En 2009, la CLC 230 a été rebaptisée CLC 250 et la gamme a été complétée par un nouveau modèle moteur à essence appelé CLC 160 BlueEfficiency développant 129 ch. À partir du printemps 2010, les versions diesel n'étaient plus proposées, de sorte que la gamme s'était réduite à cinq moteurs essence à la fin de 2010.
En février 2011, la production de la CLC s'arrêta pour être remplacée par la Classe C Coupé (Type 204). La commercialisation reste cependant active quelques mois afin d'écouler les derniers stocks.
À partir de la deuxième semaine de janvier 2011, la CLC ne pouvait plus être commandée car la dernière voiture neuve est sortie de la chaîne de montage début février.

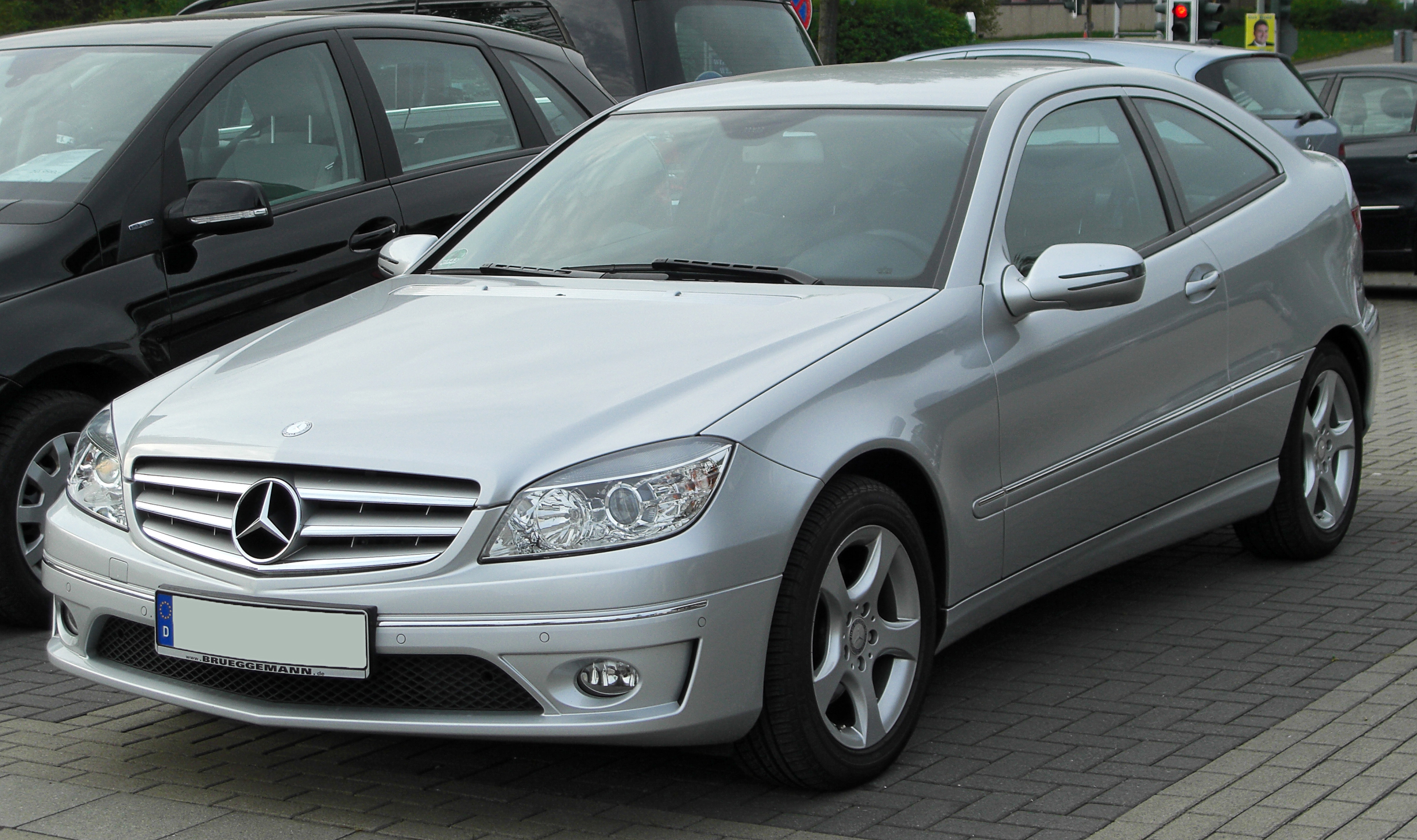
CLC 180 Kompressor (2008–2011)
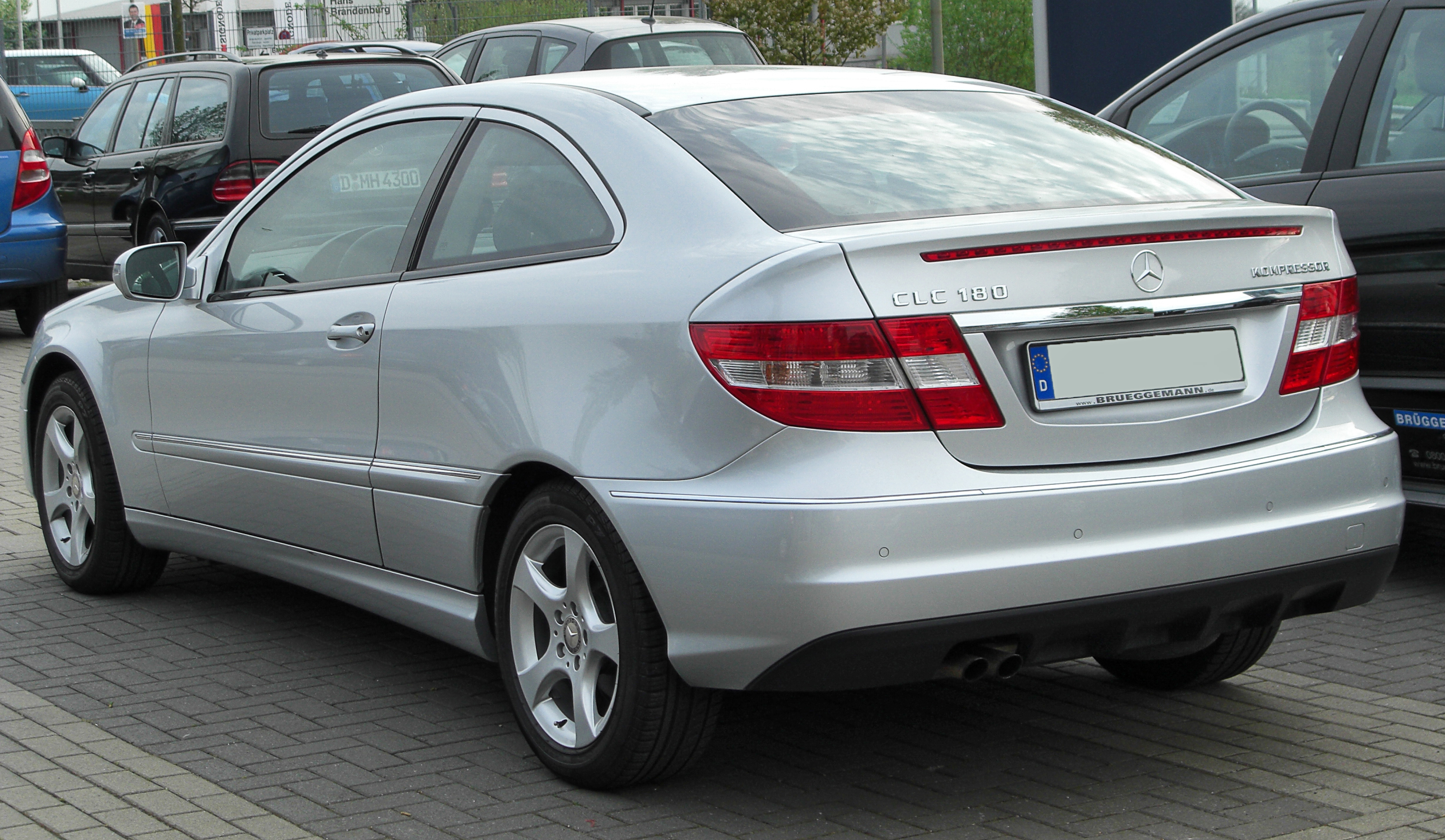
Vue arrière

## Les différentes versions
|                            | 2000 | 2001 | 2002 | 2003 | 2004 | 2005 | 2006 | 2007               | 2008    | 2009                   | 2010                   | 2011                   |
| C Sportcoupé / CLC (CL203) |      |      |      |      |      |      |      |                    |         | CLC 160 BlueEFFICIENCY | CLC 160 BlueEFFICIENCY | CLC 160 BlueEFFICIENCY |
| C Sportcoupé / CLC (CL203) |      |      |      |      |      |      |      | CLC 180 Kompressor |         |                        |                        |                        |
| C Sportcoupé / CLC (CL203) |      |      |      |      |      |      |      | CLC 200 Kompressor |         |                        |                        |                        |
| C Sportcoupé / CLC (CL203) |      |      |      |      |      |      |      | CLC 200 CDI        |         |                        |                        |                        |
| C Sportcoupé / CLC (CL203) |      |      |      |      |      |      |      | CLC 220 CDI        |         |                        |                        |                        |
| C Sportcoupé / CLC (CL203) |      |      |      |      |      |      |      |                    | CLC 230 | CLC 250                | CLC 250                | CLC 250                |
| C Sportcoupé / CLC (CL203) |      |      |      |      |      |      |      | CLC 350            |         |                        |                        |                        |

### Modèles de base et descriptions
Par rapport au modèle précédant, l'avant de la carrosserie a été adapté avec l'apparence de la Classe C Type 204, l'arrière a été redessiné reprenant le design de la Classe B et l'intérieur a été légèrement modifié. La forme de base de la carrosserie et du cockpit est restée intacte. À l'intérieur, il y a de nouveaux détails tels que les sièges sport plus fortement profilés, l'utilisation des garnitures en aluminium brossé, un nouveau volant sport et une nouvelle génération de système pour l'ordinateur de bord. Un grand écran couleur a été ajouté pour les informations de navigation, ainsi qu'un lecteur DVD ou disque dur et une nouvelle interface pour iPod, clé USB ou carte SD avec laquelle des lecteurs de musique externes peuvent être connectés. Le volant est identique à la Classe CLS (Type 219). Ce modèle reste comme sa prédécesseure avec un aménagement de quatre places (deux à l'avant et deux à l'arrière).
À l'exception du moteur de la CLC 200, qui développe désormais 184 ch, les moteurs restent inchangés. Comme auparavant, six moteurs étaient disponibles à partir de mai 2008, dont quatre moteurs à essence et deux diesel. Mercedes-Benz avait amélioré cela en détail et réduit la consommation jusqu'à 11 %. Le système de direction provient de la Classe SLK et la suspension est retravaillée.

### Les séries spéciales

#### Special Edition
Modifications extérieur :
- Jantes alliage de 17"
- Peinture métallique
- Phares avant et feux arrière assombris
- 3e feu stop avec lentille fumée
- Calandre à lamelles noires
- Jupe avant avec grille d’entrée d’air grise
- Garniture de tuyau d’échappement en acier inoxydable

Modifications intérieur :
- Volant sport en cuir à 3 branches avec multifonction
- Ciel de toit en noir
- Pédales de sport en acier inoxydable brossé avec boutons en caoutchouc
- Tapis de sol
- Audio 20
- PARKTRONIC
- Sièges chauffants à l’avant
- Finition Komfort (capteur de pluie, rétroviseurs extérieurs rabattables électriquement, fonction d’atténuation automatique du rétroviseur extérieur côté conducteur et avertissement de perte de pression des pneus)

#### Moments d'exception
Pénalisé par le système du bonus/malus en France, Mercedes-Benz réagit en proposant de nombreux équipements supplémentaires sur les principaux modèles de sa gamme. Cette série limitée est sortie uniquement en avril 2009 pour le marché français et était disponible sur toutes les motorisations mais sur les deux gammes pack "Confort" et pack "Sport". L'avantage-client était de 3 100 €.

#### Contact
Cette série limitée est sortie uniquement en avril 2009 pour le marché français et était disponible sur toutes les motorisations mais sur uniquement sur la gamme pack "Confort".

#### Optimum
Cette série limitée est sortie uniquement en janvier 2010 pour le marché français et était disponible sur toutes les motorisations. Elle ne propose aucun équipement supplémentaire mais offre seulement un tarif plus abordable.

## Caractéristiques

### Chaîne cinématique

#### Motorisations

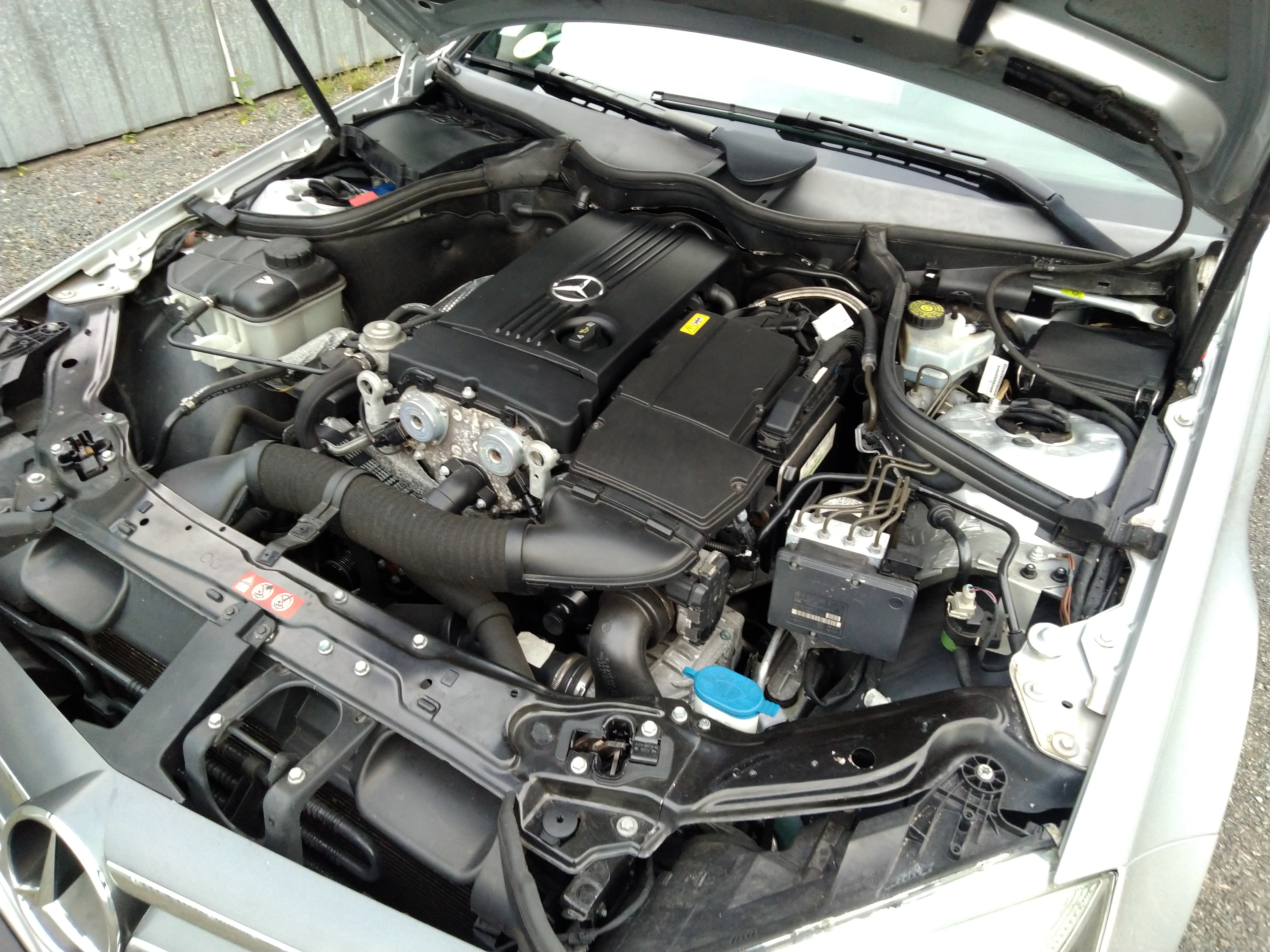
Moteur essence M 271.

La CLC a été proposée, lors de son lancement, en six motorisations différentes (quatre essence et deux diesel) de quatre cylindres en ligne et V6, quasiment identique que sur le C-Coupé Sport. Deux autres motorisations essences sont venus compléter la gamme en 2009. À noter que les versions AMG du modèle précédent n'ont pas été renouvelés sur ce modèle.
- Du côté des moteurs essence :
  - Moteur M 271 quatre cylindres en ligne à injection indirecte avec turbocompresseur de 1,6 litre développant 129 ch. Disponible sur la CLC 160 BlueEFFICIENCY.
  - Moteur M 271 quatre cylindres en ligne à injection indirecte avec compresseur de 1,8 litre développant 143 et 184 ch. Disponible sur les CLC 180 Kompressor et 200 Kompressor.
  - Moteur M 272 six cylindres en V atmosphérique à injection indirecte de 204 ch. Disponible sur les CLC 230 et 250.
  - Moteur M 272 six cylindres en V atmosphérique à injection indirecte de 272 ch. Disponible sur la CLC 350.
- Du côté des moteurs diesel :
  - Moteur OM 646 quatre cylindres en ligne à injection directe à rampe commune de 2,1 litres avec turbocompresseur et intercooler développant 122 et 150 ch. Disponible sur les CLC 200 CDI et 220 CDI.

| Modèle                                            | Construction      | Moteur + Nom                             | Cylindrée         | Performance                    | Couple                       | 0 à 100 km/h                  | Vitesse maxi                       | Consommation + CO2    |
| ------------------------------------------------- | ----------------- | ---------------------------------------- | ----------------- | ------------------------------ | ---------------------------- | ----------------------------- | ---------------------------------- | --------------------- |
| CLC 160 BlueEFFICIENCY (boite méca. 6 ou auto. 5) | 02/2009 - 02/2011 | 4 cylindres en ligne M 271 E 16 ML       | 1 597 cm3 (1,6 L) | 95 kW (129 ch) à 5 000 tr/min  | 220 N m à 2 500-3 800 tr/min | 11,2 s (méca.) 11,5 s (auto.) | 210 km/h (méca.) 206 km/h (auto.)  | 7,1 l/100 km ... g/km |
| CLC 180 Kompressor (boite méca. 6 ou auto. 5/6)   | 04/2008 - 02/2011 | 4 cylindres en ligne M 271 KE 18 ML red. | 1 796 cm3 (1,8 L) | 105 kW (143 ch) à 5 200 tr/min | 220 N m à 2 500-4 200 tr/min | 9,7 s (méca.) 9,9 s (auto.)   | 220 km/h (méca.) 215 km/h (auto.)  | 7,7 l/100 km 182 g/km |
| CLC 200 Kompressor (boite méca. 6 ou auto. 5/6)   | 04/2008 - 02/2011 | 4 cylindres en ligne M 271 KE 18 ML      | 1 796 cm3 (1,8 L) | 135 kW (184 ch) à 5 500 tr/min | 250 N m à 2 800-5 000 tr/min | 8,6 s (méca.) 8,7 s (auto.)   | 235 km/h (méca. et auto.)          | 7,8 l/100 km 185 g/km |
| CLC 230 (boite méca. 6 ou auto. 6)                | 04/2008 - 05/2009 | 6 cylindres en V M 272 KE 25             | 2 496 cm3 (2,5 L) | 150 kW (204 ch) à 6 100 tr/min | 245 N m à 2 900-5 500 tr/min | 8,4 s (méca.) 8,6 s (auto.)   | 240 km/h (méca.) 234 km/h (auto.)  | 9,2 l/100 km 225 g/km |
| CLC 250 (boite méca. 6 ou auto. 6)                | 05/2009 - 02/2011 | 6 cylindres en V M 272 KE 25             | 2 496 cm3 (2,5 L) | 150 kW (204 ch) à 6 100 tr/min | 245 N m à 2 900-5 500 tr/min | 8,4 s (méca.) 8,6 s (auto.)   | 240 km/h (méca.) 234 km/h (auto.)  | 9,2 l/100 km 225 g/km |
| CLC 350 (boite méca. 6 ou auto. 6)                | 04/2008 - 02/2011 | 6 cylindres en V M 272 KE 35             | 3 498 cm3 (3,5 L) | 200 kW (272 ch) à 6 000 tr/min | 350 N m à 2 400-5 000 tr/min | 6,3 s (méca. et auto.)        | Bridée à 250 km/h (méca. et auto.) | 9,5 l/100 km 234 g/km |

| Modèle                                 | Construction      | Moteur + Nom                              | Cylindrée         | Performance                    | Couple                       | 0 à 100 km/h                  | Vitesse maxi                      | Consommation + CO2    |
| -------------------------------------- | ----------------- | ----------------------------------------- | ----------------- | ------------------------------ | ---------------------------- | ----------------------------- | --------------------------------- | --------------------- |
| CLC 200 CDI (boite méca. 6 ou auto. 5) | 04/2008 - 07/2010 | 4 cylindres en ligne OM 646 DE 22 LA red. | 2 148 cm3 (2,1 L) | 90 kW (122 ch) à 4 200 tr/min  | 270 N m à 1 600-2 800 tr/min | 11,3 s (méca.) 11,1 s (auto.) | 206 km/h (méca.) 205 km/h (auto.) | 5,8 l/100 km 152 g/km |
| CLC 220 CDI (boite méca. 6 ou auto. 5) | 04/2008 - 07/2010 | 4 cylindres en ligne OM 646 DE 22 LA      | 2 148 cm3 (2,1 L) | 110 kW (150 ch) à 4 200 tr/min | 340 N m à 2 000 tr/min       | 9,7 s (méca.) 9,4 s (auto.)   | 224 km/h (méca.) 219 km/h (auto.) | 5,9 l/100 km 156 g/km |

#### Boîtes de vitesses
La boîte de vitesses à six rapports manuelle classique de la marque est installée de série sur ce modèle. Cependant, deux boîtes de vitesses automatique sont proposées : l'une à cinq rapports et l'autre à six.

### Intérieur, options et accessoires

#### La finition Sport
D’une certaine manière, c’est aussi un remplacement pour les finitions d’équipement de la berline et du break. Dans laquelle il y a 3 soi-disante ligne. Une finition Sport complète est disponible en option pour la CLC. Cela comprend, entre autres :
- Nouvelle direction directe avec rapport de direction variable en fonction de l’angle du volant
- Suspension sport
- Phares et feux arrière assombris
- Troisième feu stop avec verre fumé
- Calandre avec ailettes noires et chrome
- Jantes alliage de 18" à 5 doubles rayons et pneumatiques dits mixtes 225-40-18 à l’avant et 245-35-18 à l’arrière
- Filtre à air sport
- Garnitures en aluminium brossé foncé
- Pédales de sport en acier inoxydable avec boutons en caoutchouc
- Rembourrage en similicuir Artico, cuir Cognacbraun sur demande
- Combiné d’instrumentations modifié avec pointeur à 6 heures au repos

#### Équipement de la CLC
Liste des équipements de la version de série :
| - Extérieur : - Jantes en alliage 16 pouces à cinq branches avec pneus 205/55 R16 ; - Pack "Chrome" (jonc chromé sur les boucliers, les poignées de portes et les baguettes latérales) ; - Bouclier arrière avec look diffuseur ; - Rappel des clignoteurs dans les rétroviseurs ; - Train de roulement à réglage sport ; - Phares anti-brouillard ; - Vitres teintées vertes ; - Pack "Sport" (sur CLC 250 et 350). | - Intérieur : - Sellerie tissu/simili cuir Artico ; - Climatisation automatique Thermatic ; - Régulateur/limiteur de vitesse ; - Radio Audio 20 RDS CD avec Bluetooth pour téléphone ; - Vitres électriques séquentielles et anti-pincement ; - Inserts aluminium brossé clair sur console centrale ; - Ordinateur de bord ; - Sièges avant sport. |

Liste des équipements supplémentaires par rapport à la finition de série :
- Équipements supplémentaires du pack "Confort" :
  - Rétroviseurs intérieur et extérieur gauche jour/nuit automatique ;
  - Rétroviseurs extérieurs rabattables électriquement du poste de conduite et avec clé ;
  - Capteurs de pluie et luminosité ;
  - Surveillance de la pression des pneus.
- Équipements supplémentaires du pack "Sport" :
  - Feux arrière foncé et troisième feu stop en verre fumé ;
  - Grille de calandre noire avec inserts chromés ;
  - Jantes en alliage 18 pouces à cinq branches doubles AMG avec pneus 225/40 (AV) et 245/35 (AR) ;
  - Bouclier avant avec prise d'air effet maillage ;
  - Sortie d'échappement sport ovale en acier inox ;
  - Sellerie similicuir Artico ;
  - Ciel de pavillon et montants noirs ;
  - Levier de vitesses court gainé cuir avec inserts aluminium ;
  - Volant multifonction à trois branches gainé cuir ;
  - Pédalier sport en acier inox ;
  - Tapis de sol avec bordure argent ;
  - Combiné d'instruments au design sport ;
  - Direction assistée paramétrique ;
  - Suspension et trains de roulement sport, abaissé de 15 mm (AV) et 5 mm (AR).

Pour l'extérieur, neuf différents types de jantes étaient disponibles ; en passant par des jantes de cinq à sept branches simples, des cinq branches doubles ou des multibranches. Quatre cache-moyeux différents étaient proposée. Des bavettes pour protéger le soubassement et les flancs contre les gravillons et les salissures étaient également en options, pour les essieux avant et arrière. Des chaînes à neige spécifiques avec un disque en plastique résistant afin de protéger la jante de rayures éventuelles étaient aussi proposées. D'autres options, telles que des cerclages chromés pour les antibrouillards avant, des coques de poignées de porte chromés ou des coques de rétroviseurs également en chrome étaient aussi en options.

Pour la CLC 350, un déflecteur arrière et un mini-déflecteur de jupe avant étaient disponibles, ainsi que cinq types de jantes AMG de 18 pouces, permettant d'avoir un rendu encore plus sportif.
Pour l'intérieur, différents types d'autoradios étaient proposés avec lecteurs de six CD, hi-fi, navigation GPS et module téléphonique Bluetooth. Un support pour téléphone portable ou appareils iPod/iPhone étaient également disponibles. D'autres options, telles que des pare-soleil pour les vitres latérales arrière et la lunette arrière, ou des coussins lombaires pour les sièges, des housses confort pour les appuie-tête ou des housses de rangements étaient aussi proposés. Les sièges chauffants à l'avant étaient également disponibles en option.

## Période de production
Sur les quelque 370 000 véhicules produits, près de 69 000 étaient encore immatriculés en Allemagne en 2017. Parmi ceux-ci, un peu plus de 12 000 véhicules étaient équipés d’un moteur diesel. Environ un coupé sport sur cinq (14 000 unités) est immatriculé en tant que C 180 Kompressor avec le code de type 568. C’est donc la variante la plus courante. Les coupés sportifs les plus rares aujourd’hui sont la C 200 CGI, la C 32 AMG et la C 30 CDI AMG, chacune avec moins de 100 unités.

## Lacunes et avis journalistiques

### Défectuosités liés au toit ouvrant
.